# Halicyclops oraeeburnensis
Halicyclops oraeeburnensis is een eenoogkreeftjessoort uit de familie van de Halicyclopidae. De wetenschappelijke naam van de soort is voor het eerst geldig gepubliceerd in 1957 door Lindberg.